# Navarretia myersii
Navarretia myersii är en blågullsväxtart som beskrevs av Allen och Day. Navarretia myersii ingår i släktet navarretior, och familjen blågullsväxter.

## Underarter
Arten delas in i följande underarter:
- N. m. deminuta
- N. m. myersii